# Pedro Alves (ator)
Pedro Alves (Miragaia, 29 de janeiro de 1975), também conhecido como Zeca Estacionâncio, é um ator e humorista português.

## Biografia e carreira
Pedro Alves tornou-se conhecido pela sua mítica personagem "Zeca Estacionâncio", interpretada em séries de humor portuguesas, tais como Tele Rural e Portugal Tal & Qual, em dupla com João Paulo Rodrigues, dando corpo à personagem da dupla ″Quim Roscas″. 
Iniciou a sua atividade como locutor da Rádio Minuto aos 16 anos. Com 19 anos já tinha o seu próprio programa generalista na Rádio Nova Era; daí passou para um programa de Dance Music — altura em que também foi DJ —, para mais tarde tomar as lides do programa da manhã da mesma rádio. Foi nesta fase que conheceu João Paulo Rodrigues, num bar de anedotas do Porto onde Rodrigues atuava, com quem viria a formar a dupla Quim Roscas e Zeca Estacionâncio nas manhãs na Nova Era.
A primeira participação televisiva foi a convite da Teresa Guilherme para o programa Um, dois, três. De seguida, enquanto dupla humorística, participou em programas como Praça da Alegria e Portugal no Coração.
No ano de 2008 a dupla foi desafiada pela RTP para apresentar o Tele Rural, o telejornal do mundo rural, que é uma sátira aos ″telejornais sérios″. É apresentado por Quim e Zé, dois amigos, e as notícias correspondem somente ao que acontece na aldeia nortenha fictícia de Curral de Moinas. As notícias são normalmente apresentadas como importantes, muitas revelando-se depois ser disparates cómicos. O povo de Curral de Moinas representa o povo rústico português numa maneira cómica. O seu humor baseia-se também nos muitos trocadilhos nacionais e teve um enorme sucesso de audiências, tendo resultado em 4 temporadas.
Mais tarde, em 2011, a RTP volta a contratar as personagens Quim Roscas e Zeca Estacionâncio para a participação no programa Portugal Tal & Qual. Este que fez um retrato sociológico do país atual e abordou temas como o divórcio, fobias, relações de vizinhança, etc. Apresentado por Eládio Clímaco e interpretado por João Paulo Rodrigues e Pedro Alves, ″Portugal Tal & Qual″ foi mais um sucesso televisivo.
Em 2012 João Paulo Rodrigues e Pedro Alves foram desafiados pela maior produtora nacional a levarem para as salas de cinema os sucessos dos seus espetáculos, e com isto em Novembro de 2013, Quim Roscas e Zeca Estacionâncio chegam às salas de cinema com o filme 7 Pecados Rurais. Esta é uma comédia portuguesa assinada pelo ator Nicolau Breyner (interpretando ainda uma personagem no filme), e a inclusão das míticas figuras cómicas Quim e Zeca, protagonizadas por João Paulo Rodrigues e Pedro Alves. Este revelou-se um verdadeiro sucesso e foi o 5.° filme português mais visto de sempre. No filme, Quim e Zeca morrem, mas Deus decide dar-lhes uma segunda oportunidade desde que, durante um dia, não caíssem em nenhuma tentação dos sete pecados capitais. Será que Quim e Zeca vão conseguir resistir às investidas de sedução das primas?
Em fevereiro de 2014, João Paulo Rodrigues muda-se para a SIC para integrar a equipa de talk show matinal Queridas Manhãs, ao lado de Júlia Pinheiro, e o colega da dupla, Pedro Alves, teve lugar neste projeto com uma rubrica semanal onde representou diversas personagens caricatas.
Devido ao imenso sucesso, a dupla Quim Roscas e Zeca Estacionâncio resolveu em Julho de 2016 lançar o livro intitulado ″Curral de Moinas em Busca da Cadela Perdida″. O livro, escrito por Henrique Dias e Frederico Pombares, relata a história da cadela Fanfa, que desapareceu e levou os seus donos a percorrerem Portugal de lés a lés, sempre atrás de pistas. Esta aventura insólita pôs os milhares de leitores a rir da primeira à ultima página. 
Em 2022 surge a proposta de voltar às salas de cinema com Curral de Moinas – Os banqueiros do Povo, um filme onde Quim descobre que, afinal, tinha um pai banqueiro. O pai deixa-lhe uma enorme fortuna e um banco. Pela primeira vez, Quim e Zé vão viver para Lisboa e são confrontados com os modos e os estilos da alta sociedade. Passam a ter uma vida de luxo, o oposto da simplicidade rural. Quim deslumbra-se; Zé desconfia.
Curral de Moinas – Os banqueiros do Povo estreia em agosto de 2022, com um elenco principal composto por Júlia Pinheiro, Rui Mendes, Sofia Ribeiro, Rui Unas, Carla Andrino, Diana Nicolau, entre outros, produzido pela Filbox e realizado por José Miguel Cadilhe, revelou-se num sucesso, batendo recordes. 
Esteve meses a fio nas salas de cinema, sendo sempre o TOP 1 dos mais vistos, e tendo mais de 500 mil espetadores. O sucesso da comédia portuguesa foi tanto que o filme foi visto em países como França, Suíça, Luxemburgo, Bélgica, entre outros.
Entre 2021 e 2024, protagonizou a telenovela cómica da TVI, Festa É Festa, no papel de Albino «Bino» Jesus. Esta foi a sua estreia em telenovelas.
Em 2024 estreia-se como apresentador, no programa de humor Rir para Ganhar, da RTP1, onde dividiu a apresentação com João Paulo Rodrigues.

## Dupla
Quim Roscas e Zeca Estacionâncio, com início no ano de 2000, são a dupla de humor nacional com maior sucesso, que conquistou não só Portugal mas também países como Alemanha, Suíça, França, Estados Unidos da América e Luxemburgo, onde levam sempre a palco muita comédia, música, improviso, e claro, muita estupidez. 
Por ano, realizam mais de 100 espetáculos, totalizando mais de 100 mil espetadores anuais. Genialidade e criatividade, são os ingredientes para uma viagem ao universo do riso espontâneo e autêntico. 
Desde festas tradicionais, às festas académicas, passando por eventos corporativos, até aos grandes palcos nacionais. Os espetáculos têm cerca de duas horas de duração e com dois formatos diferentes: dupla em palco a fazer stand up comedy; dupla com banda ao vivo, composta por 4 músicos. Neste último formato são cantadas músicas originais da dupla, como ″Eu não sou um totó″, ″Rikuku″, ″Ela é linda″, ″O Pito da Maria″, entre outras, e covers de artistas conhecidos. 
Quim Roscas e Zeca Estacionâncio vão além fronteiras atuando para as comunidades portugueses espalhadas pelo mundo. Muita animação, risos e enchentes são os ingredientes para duas horas de pura animação.

## DVDs
- 2006: Quim Roscas & Zeca Estacionâncio, ao vivo na Discoteca Lagar's, Ferreiros, Braga
- 2010: Quim Roscas & Zeca Estacionâncio ao Vivo 2010, no Teatro Helena Sá e Costa, Porto

## Livros
- Quim (João Paulo Rodrigues) e Zé (Pedro Alves), Curral de Moinas em Busca da Cadela Perdida, Manuscrito, 2016 (escrito por Henrique Dias e Frederico Pombares, autores de 7 Pecados Rurais)[9]

## Televisão
| Ano       | Projeto              | Papel               | Notas                                 | Canal |
| --------- | -------------------- | ------------------- | ------------------------------------- | ----- |
| 2004      | Um, dois, três       | Vários papéis       | Ator, em rábulas humorísticas         | RTP1  |
| 2007–2008 | Praça da Alegria     | Vários papéis       | Ator, em rábulas humorísticas         | RTP1  |
| 2008–2009 | Telerural            | Quim Roscas         | Protagonista                          | RTP1  |
| 2011      | Portugal Tal & Qual  | Vários papéis       | Protagonista                          | RTP1  |
| 2014–2018 | Queridas Manhãs      | Vários papéis       | Ator, em rábulas humorísticas         | SIC   |
| 2015      | Bem-Vindos a Beirais | Campeão do Mikado   | Elenco adicional                      | RTP1  |
| 2019      | Desliga a Televisão  | Vários papéis       | Elenco principal                      | RTP1  |
| 2021–2025 | Festa É Festa        | Albino «Bino» Jesus | Protagonista                          | TVI   |
| 2021      | Somos Portugal       | Ele próprio         | Repórter especial                     | TVI   |
| 2024–2025 | Rir para Ganhar      | Ele próprio         | Apresentador com João Paulo Rodrigues | RTP1  |
| 2025      | Taskmaster 5         | Ele próprio         | Concorrente                           | RTP1  |

## Cinema
- 2012: Balas & Bolinhos: O Último Capítulo
- 2013: 7 Pecados Rurais (segundo filme português mais visto de sempre nas salas de cinema nacionais - realizado por Nicolau Breyner[1])
- 2022: Curral de Moinas – Os Banqueiros do Povo - realizado por Miguel Cadilhe[15] (esteve meses a fio nas salas de cinema, sendo sempre o TOP 1 dos mais vistos, e tendo mais de 500 mil espetadores[11])
- 2024: Balas & Bolinhos: Só Mais uma Coisa
- 2024: Vive e Deixa Andar, Fernando (filme de Miguel Cadilhe)

## Prémios
- Prémio de Melhor Ator no "Nitiin – International Film Festival" na Malásia, pela sua atuação no filme Curral de Moinas – Os Banqueiros do Povo.[16]